# 特普利采
特普利采（發音：[ˈtɛplɪtsɛ] ⓘ），1948年前称泰普利茨-舍瑙（德語：Teplitz-Schönau，特普利采-沙诺夫），是捷克拉贝河畔乌斯季州的一座城市，位于厄尔士山脉与中波希米亚高地之间的比利纳河河谷中。这座城市属于北波希米亚地区，毗邻德国萨克森州。根据2019年数据，特普利采人口约5万。
特普利采（Teplice）之名源于古捷克语，意为“温泉”。